# Lo Covil
Lo Covil és una muntanya de 2.573 metres que es troba entre els municipis d'Alins i de Farrera, a la comarca del Pallars Sobirà.